# 張濱
張 濱（チャン・ビン、Zhang Bin、簡体字:张滨、1968年3月15日 - ）は中国出身の二胡演奏家、音楽家、教育家。特定非営利活動法人チャン・ビン二胡演奏団理事長。名古屋観光文化交流特命大使。

## 来歴
中国遼寧省出身。中国国立南京前線歌舞団で国家代表演奏団員としてオーケストラと共演、TVドラマBGM制作など中国全土で活躍。
幼い頃見た日本のドラマの映像音楽に感動し、日本に行ってみたいという夢を持つ。
1992年来日。名古屋芸術大学、愛知県立芸術大学留学。
2000年、芸術ビザを二胡で取得、日中交流親善の音楽活動を国内外で幅広く展開。
2004年 夏川りみに楽曲提供（作詞は小椋佳「海の手招き」）
小学校音楽ワーク二胡紹介掲載
2015年、外務省在外公館長（上海総領事）表彰
2016年、名古屋観光文化交流特命大使就任
南京市政治協商会議海外特邀委員　江蘇省海外交流協会副会長　
南京市対外文化交流中心理事・対外文化交流基地日本代表
特定非営利活動法人チャン・ビン二胡演奏団理事長　チャン・ビン二胡スクール主宰
中国音楽家協会二胡学会特邀理事　中国民族管弦楽学会胡琴専業委員会名誉理事
国際中国器楽コンクール「卓越教師」、国際二胡コンクール審査員

## チャン・ビン二胡演奏団設立
- 2005年6月13日　愛知万博EXPOドーム・二胡史上初外国人122名二胡大合奏は国内外で話題になり、現在国立国会図書館に保存されている。これをきっかけに、任意団体チャン・ビン二胡演奏団設立。
- 2006年より毎年４月第一日曜日「桜二胡音楽会」を総合プロデュース。
- 2007年、日中文化・スポーツ交流年認定事業、日中国交正常化35周年記念音楽会開催（天津市）。
- 2008年、日中青少年友好交流年開幕式独奏（胡錦濤前主席臨席）。日中平和友好条約締結30周年記念人民大会堂レセプションに招かれる。
- 2010年、上海万博綜芸大庁、日本館等4公演、NHK他多数の両国で大々的に報道。万博組織委員会より栄誉記念証書授与。
- 2012年、日中国交正常化40周年記念音楽会を二胡の故郷江蘇省南京市で開催しNHKなどで全国報道。

## テレビ
- 2005年11月-2008年3月　CBCテレビ「張濱二胡・心の旅」
- 2005年4月-10月　CBCテレビ「えなりかずきのサタデー生ワイドそらナビ」　“季節の旅”コーナー
- 2002年8月-2005年3月　CBCテレビ「ユーガッタ・ウイークエンド」"胡弓の旅"のコーナー
- 2008年、中国天津電視台は来日ドキュメンタリー番組（制作賞受賞）を中国全土で放送、CNNニュース配信。
- 2010年、中国中央電視台CCTV来日密着番組「名古屋・櫻花二胡音楽会」が中国全土で18回放送、CNTV配信。